# Guerra per procura tra Arabia Saudita e Iran
La guerra per procura tra Arabia Saudita e Iran è un conflitto indiretto a bassa intensità in corso tra i due Stati del Medio Oriente.
I due paesi sono impegnati in una continua lotta per l’influenza in Medio Oriente e in altre regioni del mondo islamico. I due paesi hanno fornito vari gradi di sostegno alle parti opposte nei conflitti vicini, comprese le guerre civili in Siria e Yemen; e conflitti tra fazioni in Bahrein, Libano, Qatar e Palestina.

## Storia

### Rivoluzione iraniana
Il conflitto tra i due paesi può essere fatto risalire alla Rivoluzione iraniana del 1979, quando la dinastia Pahlavi, sostenuta dagli Stati Uniti, divenne una Repubblica islamica. I rivoluzionari chiesero da subito il rovesciamento delle monarchie e la sostituzione dei governi secolari con repubbliche islamiche, con grande allarme delle monarchie arabe sunnite della regione, tra cui Arabia Saudita e altri Stati arabi del Golfo Persico, ma anche l'Iraq baathista. Molti di questi Paesi, infatti, hanno una popolazione sciita considerevole.
Prima della Rivoluzione iraniana, i due paesi costituivano la politica del "doppio pilastro" della dottrina Nixon in Medio Oriente. Le monarchie, in particolare l'Iran dopo il colpo di stato nel 1953, erano alleate con gli Stati Uniti per garantire la stabilità nella regione del Golfo e fungere da baluardo contro l'influenza sovietica durante la guerra fredda araba tra Arabia Saudita ed Egitto sotto Gamal Abdel Nasser. L'alleanza ha agito come un'influenza moderatrice sulle relazioni saudite-iraniane.
Durante questo periodo l'Arabia Saudita si autoproclamò leader del mondo islamico, basando la sua legittimità in parte sul controllo delle città sante di Mecca e Medina. Nel 1962, ospitò la prima Conferenza islamica generale alla Mecca, nella quale fu approvata una risoluzione per creare la Lega musulmana mondiale. L'organizzazione è dedita alla diffusione dell'Islam e alla promozione della solidarietà islamica sotto la competenza saudita, ed è riuscita a promuovere l'Islam, in particolare la dottrina conservatrice wahhabita sostenuta dal governo saudita. L'Arabia Saudita ha anche guidato la creazione dell'Organizzazione della cooperazione islamica nel 1969.
L'immagine dell'Arabia Saudita come leader del mondo musulmano fu però minata nel 1979 con l'ascesa del nuovo governo teocratico iraniano sotto Ruhollah Khomeini, che sfidò la legittimità della dinastia Al Saud e la sua autorità come custode delle due Sacre Moschee. Re Khalid inizialmente si congratulò con l'Iran affermando che la "solidarietà islamica" poteva essere la base di relazioni più strette tra i due Paesi, ma esse peggiorarono nel decennio successivo.

### Guerra Iran-Iraq
Il 22 settembre 1980 iniziò la guerra Iran-Iraq, quando l'Iraq sotto Saddam Hussein invase l'Iran, e terminò il 20 agosto 1988, quando l'Iran accettò il cessate il fuoco mediato dalle ONU. L'Iraq voleva sostituire l'Iran come stato dominante nel Golfo Persico, ed era preoccupato che la Rivoluzione islamica del 1979 avrebbe portato la maggioranza sciita a ribellarsi contro il governo baathista. La guerra seguì anche ad una lunga storia di dispute territoriali e l'Iraq pianificò di annettere la provincia del Khuzestan, ricca di petrolio, e la sponda orientale dell'Arvand Rud.
Hussein volle trarre vantaggio dai disordini rivoluzionari in Iran e reprimere la rivoluzione alla nascita; temendo una possibile ondata rivoluzionaria che potesse minacciare la stabilità dell'Iraq e incoraggiare la sua popolazione sciita, l'Iraq scatenò la guerra che duró otto anni e causò centinaia di migliaia di vittime. Saddam si era assicurato il sostegno saudita allo sforzo bellico dell'Iraq durante una visita fatta in Arabia Saudita nell'agosto del 1980. Questo è stato in aggiunta al sostegno finanziario e militare ricevuto dall'Iraq dai leader vicini dell'Arabia Saudita , Egitto, Kuwait, Giordania, Qatar e Emirati Arabi Uniti, in parte per contenere l'influenza e impedire la diffusione della sua rivoluzione.
Sebbene l'Iraq sperasse di trarre vantaggio dal caos post-rivoluzionario in Iran, avanzó di poco e fu rapidamente respinto; l'Iran riconquistò praticamente tutto il territorio perduto nel giugno 1982. Per i successivi sei anni, l'Iran rimase all'offensiva fino quasi alla fine della guerra.
Dopo otto anni, la stanchezza della guerra, i problemi economici, il calo del morale, i ripetuti fallimenti militari iraniani, i recenti successi iracheni, l’uso iracheno di armi di distruzione di massa, la mancanza di sostegno internazionale e l’aumento della tensione militare tra Stati Uniti e Iran hanno portato a un cessate il fuoco mediato dalle Nazioni Unite.
Dopo la guerra Iran-Iraq, l'Iran e l'Arabia Saudita si fronteggiarono in un duro confronto altrove, sostenendo gruppi armati opposti nella guerra civile libanese, nella guerra sovietico-afghana e in altri conflitti. Dopo la guerra fredda, l'Iran e l'Arabia Saudita hanno continuato a sostenere diversi gruppi e organizzazioni nei conflitti in Afghanistan, Yemen e Iraq.

### Primavera araba
L'attuale fase del conflitto è iniziata nel 2011, quando la primavera araba ha scatenato un'ondata rivoluzionaria in tutto il Medio Oriente e il Nord Africa, portando a rivoluzioni in Tunisia, Egitto e Yemen, e lo scoppio della guerra civile in Libia e Siria; la primavera araba del 2011 ha inoltre destabilizzato tre paesi: Iraq, Siria ed Egitto, creando un vuoto di potere.
Queste rivolte hanno causato instabilità politica in tutta la regione, in risposta l’Arabia Saudita ha chiesto la formazione di un'Unione del Golfo per approfondire i legami tra gli stati membri del Consiglio di Cooperazione del Golfo, un blocco politico ed economico fondato nel 1981. La proposta rifletteva la preoccupazione del governo saudita di prevenire potenziali rivolte da parte di minoranze prive di diritti civili nelle monarchie del Golfo.
L’unione avrebbe rafforzato l’influenza saudita nella regione dandogli un maggiore controllo sulle questioni militari, economiche e politiche degli Stati membri. Con l'eccezione del Bahrein, i membri hanno rifiutato la federazione proposta, poiché Oman, Qatar, Kuwait ed Emirati Arabi Uniti erano diffidenti sul dominio saudita.
In realtà anche l'Iran (pur non essendo un paese arabo) venne colpito da proteste antigovernative nel 2011 ispirate a quelle arabe, mentre in Arabia Saudita le sommosse popolari durarono più di un anno, i cui manifestanti (per lo più gli appartenenti alla minoranza sciita) erano supportati dagli iraniani. L'Iran inoltre esercitò una forte influenza nelle violente proteste in Bahrein iniziate nel 2011 e durate tre anni; proprio a causa del sostegno iraniano ai manifestanti sciiti, l'esercito saudita intervenne a supporto della casata reale sunnita degli Al Khalifa.

### Inverno arabo
Nel dicembre 2015 l'Arabia Saudita ha formato l'Alleanza militare islamica intergovernativa per la lotta al terrorismo (IMAFT) con l'obiettivo dichiarato di combattere il terrorismo, la coalizione comprende attualmente 41 Stati membri, tutti guidati da governi a maggioranza sunnita. L’Iran, l’Iraq e la Siria (a maggioranza sciiti) sono esclusi, cosa che ha sollevato preoccupazioni sul fatto che l’iniziativa sia parte dello sforzo saudita di isolare l’Iran. A causa della crescente importanza del conflitto israelo-palestinese nelle reciproche tensioni con l’Iran, gli stati del CCG hanno cercato di rafforzare la cooperazione economica e di sicurezza con Israele, che è coinvolto in suo conflitto per procura con l’Iran. L’inizio dell’inverno arabo ha esacerbato le preoccupazioni saudite nei confronti dell’Iran e della sua stessa stabilità interna, ciò ha spinto Riyadh a intraprendere maggiori azioni per mantenere lo status qui, in particolare all’interno del Bahrein e degli altri stati confinanti, con una nuova politica estera descritta come una “versione del 21° secolo della dottrina Breznev”. L’Iran ha adottato l’approccio opposto nella speranza di trarre vantaggio dall’instabilità regionale espandendo la sua presenza nella mezzaluna sciita e creando un corridoio di influenza terrestre che si estende dall’Iraq al Libano, in parte sostenendo le milizie sciite nella guerra contro l’ISIS.

### Rottura delle relazioni diplomatiche (2016-2023)
Il disastro di Mina del 2015 durante l'annuale hajj a La Mecca ha ulteriormente infiammato le tensioni tra le due potenze, Teheran ha accusato il governo saudita della tragedia e lo ha accusato di incompetenza, cosa che Riyad ha respinto. Nel maggio 2016 l'Iran ha sospeso la partecipazione al prossimo hajj, perciò a settembre, l'Arabia Saudita ha lanciato un canale satellitare in lingua persiana 24 ore su 24 per trasmettere gli atti dell'hajj dal 10 al 15 settembre, l'ayatollah Khamenei ha accusato Riyad di politicizzare la tragedia dell'hajj e ha sostenuto che l'Arabia Saudita non dovrebbe gestire il pellegrinaggio.
Il 2 gennaio 2016, 47 persone furono condannate a morte in diverse città saudite, tra cui l'eminente religioso sciita Nimr al-Nimr. A Teheran ci furono proteste in risposta alle esecuzioni, e in quell'occasione alcuni manifestanti assaltarono l’ambasciata saudita a Teheran per poi incendiarla. In risposta, l’Arabia Saudita, insieme ai suoi alleati Bahrein, Sudan, Gibuti, Somalia e Comore, interruppero le relazioni diplomatiche con l'Iran; il ministero degli esteri iraniano rispose dicendo che i sauditi stavano usando l'incidente come pretesto per alimentare le tensioni.
Nel giugno 2017, dopo gli attentati di Teheran commessi dai militanti dell'ISIS, il Corpo delle guardie della rivoluzione islamica ha rilasciato una dichiarazione in cui incolpava l’Arabia Saudita, mentre il ministro degli Esteri saudita Adel al-Jubeir ha affermato che non c’erano prove che i sauditi fossero coinvolti. Successivamente il funzionario iraniano Hossein Amir-Abdollahian ha dichiarato che l'Arabia Saudita era il principale sospettato. Il comandante dell'IRGC, il maggiore generale Mohammad Ali Jafari, ha affermato che l'Iran disponeva di informazioni di intelligence che dimostrano il coinvolgimento dell'Arabia Saudita, di Israele e degli Stati Uniti negli attentati. La Guida suprema dell'Iran, l'ayatollah Khamenei, ha successivamente accusato gli Stati Uniti e l'Arabia Saudita di aver fondato e manovrato l'ISIS e altre organizzazioni terroristiche.
Nel settembre 2019 è stato lanciato un attacco con droni contro l’impianto di lavorazione di petrolio di Saudi Aramco ad Abqaiq e il giacimento petrolifero di Khurais nella provincia orientale dell’Arabia Saudita. L'attacco ha metà della fornitura di petrolio del paese, sebbene i ribelli Huthi dello Yemen abbiano rivendicato la responsabilità, il segretario di Stato americano Mike Pompeo ha affermato che dietro l’attacco c’era l’Iran, accusa che l’Iran ha negato. Secondo quanto riferito, l'Arabia Saudita e gli Stati Uniti stavano indagando se gli attacchi coinvolgessero missili da crociera lanciati dall’Iran o dall’Iraq.
La conferenza di Varsavia dello stesso anno avrebbe poi portato agli accordi di Abramo, con gli alleati sauditi Emirati Arabi Uniti e Bahrein che avrebbero normalizzato le relazioni con Israele, a cui si unirono in seguito Marocco e Sudan. Ciò avrebbe poi portato all'alleanza arabo-israeliana e al Vertice di Negev. Gli Stati Uniti, insieme a Israele, avrebbero annunciato poi la formazione della Middle East Air Defense Alliance (MEAD) nel giugno 2022 con lo scopo di contrastare l’Iran. Israele ha dichiarato che delegazioni di Emirati Arabi Uniti, Qatar, Bahrein, Giordania, Egitto, Arabia Saudita e Stati Uniti hanno partecipato ai colloqui con i broker.
Nel 2023, con la mediazione della Cina, le due potenze mediorientali sono riuscite a firmare un accordo per ristabilire le relazioni diplomatiche, ma nonostante questa riconciliazione permangono le tensioni.

## Coinvolgimento nei conflitti regionali

### Siria
La Siria è uno dei principali teatri del conflitto per procura durante la guerra civile iniziata nel 2011. L'Iran e gli stati del GCC hanno fornito vari gradi di sostegno militare e finanziario alle parti opposte , con l’Iran che sostiene il governo di Bashar al-Assad e l’Arabia Saudita che sostiene i militanti ribelli, principalmente l'Esercito siriano libero. La Siria è una parte importante della sfera di influenza dell'Iran e il governo di Assad è stato a lungo un importante alleato.
L’Arabia Saudita e i suoi alleati si sono schierati con i ribelli sunniti, in parte per indebolire l’Iran, per anni le forze iraniane sono state coinvolte sul campo, con i soldati del Corpo delle guardie della rivoluzione islamica che hanno dovuto affrontare pesanti perdite. Nel 2014 l’Iran ha aumentato il suo supporto di terra all’Esercito siriano, fornendo forze d’élite, informazioni e addestramento. Sebbene l'Iran e l'Arabia Saudita abbiano concordato nel 2015 di partecipare ai colloqui di pace a Vienna con la partecipazione del Segretario di Stato degli Stati Uniti John Kerry e del Ministro degli Esteri russo Sergey Lavrov, i colloqui alla fine fallirono.
L'Arabia Saudita ha contrastato l'intervento della Russia in Siria aumentando il suo sostegno ai ribelli e fornendo missili anticarro di fabbricazione americana TOW, una mossa che ha rallentato i progressi iniziali compiuti dalle forze russe e siriane.

### Yemen
Lo Yemen è stato definito uno dei fronti principali del conflitto a seguito della rivoluzione del 2011 e della successiva guerra civile scoppiata nel 2014.
La guerra tra gli Huthi e il governo centrale (da anni nella sfera di influenza saudita) ha alimentato le tensioni con tra Arabia Saudita e Iran, che è accusato di sostenere i ribelli; un rapporto delle Nazioni Unite del 2015 affermava che l'Iran aveva fornito ai ribelli Huthi denaro, addestramento e spedizioni di armi a partire dal 2009, tuttavia, le accuse sono state negate dall'Iran.
L'insurrezione degli Huthi contro il governo di Sana'a è stata visto dal governo saudita come una minaccia immediata per il proprio paese e un'opportunità per l'Iran di espandere la propria influenza nella regione. Nel marzo 2015, una coalizione di stati arabi guidata dall'Arabia Saudita, che comprendeva tutti i membri del Consiglio di Cooperazione del Golfo tranne l'Oman, è intervenuta nella guerra civile e lanciando attacchi aerei, un'offensiva di terra nel paese e imponendo un blocco navale.
Gli Stati Uniti sono intervenuti nell'ottobre 2016 dopo che dei missili erano stati lanciati contro una nave da guerra statunitense, che era in posizione per proteggere le spedizioni di petrolio lungo la rotta marittima che passa attraverso lo stretto di Bab el-Mandeb. Gli Stati Uniti hanno incolpato gli Huthi e hanno risposto prendendo di mira i siti radar con attacchi missilistici lungo la costa del Mar Rosso, in risposta i ribelli hanno definito gli attacchi una prova del sostegno americano alla campagna saudita.
Da allora la guerra si è intesificata ancora di più con il coinvolgimento di sempre più paesi, gli Huthi hanno assunto il controllo di quasi metà del territorio dello Yemen.

### Palestina
Sia l'Iran che l'Arabia Saudita hanno utilizzato metodi diversi per risolvere il conflitto israelo-palestinese. L’Iran ha preferito un approccio conflittuale, armando e finanziando proxies come Hamas (e gruppi minori come il Movimento per il Jihad Islamico in Palestina e il Fronte Popolare per la Liberazione della Palestina) nel suo conflitto per procura con Israele.
Proprio a causa del sostegno iraniano a gruppi terroristici come Hamas, dopo il conflitto armato tra Fatah e Hamas del 2007 c'è stata una spaccatura all'interno della politica palestinese: Hamas e i gruppi armati più estremisti rimangono allineati con l'Iran e la maggior parte di essi vuole la distruzione di Israele, mentre l'Autorità Nazionale Palestinese e i gruppi più moderati come Fatah si sono allineati sempre di più con l'Arabia Saudita; più volte il Presidente palestinese Mahmūd Abbās ha preso fortemente le distanze dall'Iran, accusandolo di fomentare le divisioni all'interno della società palestinese e di seminare violenza e caos.
L'Arabia Saudita invece ha adottato un approccio diplomatico, ad esempio sostenendo la soluzione dei due stati e l'iniziativa di pace araba annunciata nel 2002 e rinnovata nel 2007 e nel 2013 per raggiungere un accordo di pace con Israele. L'Arabia Saudita ha rafforzato i legami con Israele nel 2018, quando il principe ereditario Mohammad bin Salman Al Sa'ud ha dichiarato che gli israeliani hanno un diritto alla propria terra.

### Libia
In Libia, nella seconda guerra civile che ha colpito il Paese, si sono intromessi molti Paesi tra cui le varie potenze regionali; Arabia Saudita, Emirati Arabi Uniti, Egitto e Sudan hanno fornito sostegno all'Esercito nazionale libico e al generale Khalifa Haftar.
Iran, Qatar e Turchia invece sostengono il Governo di Accordo Nazionale e altre forze islamiste nel Paese.

### Afghanistan
La rivalità tra le due potenze ha contribuito all'instabilità continua dell'Afghanistan. Il paese ha legami culturali con l'Iran avendo lingue ed etnie imparentate, ma è strategicamente importante per l'Arabia Saudita poiché la maggioranza degli afghani segue l'islam sunnita. Dopo la guerra fredda, la politica saudita passò dalla lotta alla diffusione del comunismo al contenimento dell'influenza iraniana nell'Asia meridionale e centrale.
L’Arabia Saudita è stata uno dei tre paesi a riconoscere ufficialmente il governo sunnita dei Talebani nel 1996, insieme a Pakistan ed Emirati Arabi Uniti. Durante la guerra civile afghana, Iran e Arabia Saudita hanno sostenuto le fazioni militanti opposte: l'Iran ha assistito gli Hezb-e Wahdat sciiti, mentre l'Arabia Saudita ha fornito sostegno finanziario ai wahhabiti di Ittihad-e Islami.
Nel 2001, con l'invasione americana dell'Afghanistan e la rimozione dei Talebani, ne ha beneficiato l'Iran, che in precedenza era stato sull'orlo della guerra con il gruppo, il cambio di regime ha eliminato la principale minaccia dell'Iran lungo i suoi confini orientali, e la rimozione di Saddam Hussein due anni dopo ha ulteriormente rafforzato la sua posizione, consentendogli di concentrare nuovamente i suoi sforzi su altre aree, in particolare Siria e Yemen.
Originariamente l'Iran sosteneva il nuovo governo afghano contro i talebani, che nei mesi successivi all'11 settembre venivano ancora finanziati dall'Arabia Saudita, tuttavia, a causa della presenza americana nel paese, è poi ricorso al sostegno ai talebani, mentre l'Arabia Saudita ha aiutato il governo afghano nella ricostruzione.